# Enniskillen

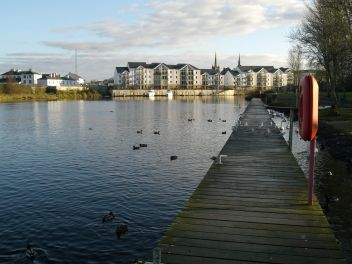
Enniskillen des del riu Erne.

Enniskillen (en irlandès: Inis Ceithleann), que significa illa de Kathleen; en scots Inniskillin) és la ciutat principal i una més gran del comtat de Fermanagh a l'Oest d'Irlanda del Nord. Coneguda també com «la perla de l'Ulster», està situada gairebé exactament en el centre del comtat, a l'illa natural que separa les seccions superiors i inferiors del llac Erne. Amb una població de 13.599 habitants, segons el cens del 2001, és sense cap dubte l'assentament més gran del comtat, així com el centre principal de venda al detall.

## Demografia
Enniskillen és classificada com a "ciutat mitjana" per l'Agència d'Estadístiques i Recerca d'Irlanda del Nord (NISRA) (p. ex. amb població entre 10.000 i 18.000 habitants). Segons el darrer cens (29 d'abril de 2001) hi havia 13.599 habitants a Enniskillen.
- 23,2% tenien menys de 16 anys i el 17,4% en tenien 60 o més
- 48,1% de la població és masculina i el 51,9% era femenina
- 61,5% eren catòlics irlandesos i el 36,3% són protestants
- 5,2% de la població de 16–74 estaven a l'atur.
- 98,8% de la població eren blancs ètnics.[1]

Per a més detalls: NI Neighbourhood Information Service

## Història
El nom de la vila prové del gaèlic irlandès: Inis Ceithleann. Es refereix a Cethlenn, una figura de la mitologia irlandesa que podria haver estat una deessa. Es deia que Ceithleen havia estat ferida per una sageta en una batalla i intentà creuar nedant el riu però mai no va arribar a l'altra banda. Ha estat anglicitzada al llarg dels segles com a Iniskellen, Iniskellin, Iniskillin, Iniskillen, Inishkellen, Inishkellin, Inishkillin, Inishkillen.

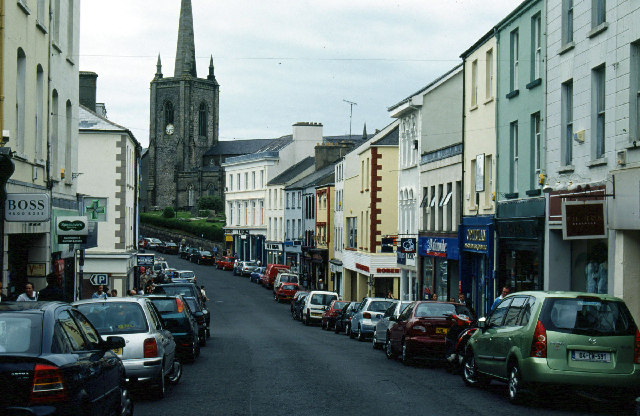
Principal carrer d'Enniskillen en 2004

L'edifici més antic de la ciutat és l'antic castell de pedra dels Maguire, construït per Hugh l'Hospitalari (mort el 1428). Un treball en terra, el Skonce dels marges del llac, podria ser les restes d'una mota anterior. El castell era la fortalesa de la branca menor dels Maguires. La primera porta sobre la fossada fou construïda el 1580 per Cú Chonnacht Maguire, encara que la subsegüent baixada en el nivell del llac el va deixar sense aigua. La posició estratègica del castell va provocar la seva presa pels anglesos el 1593 de cara als seus plans de colonització i fou atorgat al capità Dowdall. Els Maguire el setjaren i derrotaren als ocupants en la batalla de Ford of the Bicuits al pont de Drumane. Maguire s'apoderà del castell el 1595–8 i fins al 1607 no fou capturat definitivament pels anglesos.
Això va formar part d'una campanya més àmplia per a posar tot l'Ulster sota control anglès. El castell d'Enniskillen va patir un setge més potent en 1594. El territori fou inclòs en la colonització de l'Ulster, les terres foren expropiades als irlandesos nadius i entregades a colons lleials a la corona britànica. Els Maguire foren substituïts per William Cole, originari de Devon, encarregat per Jaume I per a construir-hi un assentament anglès.
El capità Cole es va instal·lar, va reforçar els murs del castell i va construir una "fair house" com a contrapunt de l'antiga ciutat. La primera església protestant fou construïda dalt del turó en 1627. La Royal Free School of Fermanagh hi fou instal·lada en 1643. Els primers ponts permanents no foren instal·lats fins al 1688.
En 1689 la ciutat havia crescut de manera significativa. Durant el conflicte que va donar lloc a la destitució del rei Jaume II pel seu rival protestant, Guillem III, Enniskillen i Derry foren el focus de la resistència guillemista a Irlanda, incloent-hi la propera batalla de Newtownbutler.
Enniskillen i Derry eren les dues guarnicions a l'Ulster que no eren totalment lleials a Jaume II, i fou l'última ciutat en caure després del setge de Derru. Com a resultat directe del conflicte Enniskillen no sols va tenir un mercat sinó també una caserna que esdevingué aquarterament de dos regiments.
La situació actual del Fermanagh College (ara part del South West College) foren l'antigua presó d'Enniskillen. Molta gent hi fou jutjada i penjada en la seva plaça durant els temps d'execució pública. Part de l'antiga garjola és usada com a escola.
Enniskillen va ser escenari de diversos esdeveniments durant el conflicte nord-irlandès, el més famós és la massacre del Remembrance Day en què van morir 11 persones.
The Chieftains cantaren una cançó on esmenen Enniskillen titulada "North Amerikay".
Jim Kerr de Simple Minds es va commoure tant per la massacre del Remembrance Day de 1987 que va canviar la lletra de la cançó folklòrica tradicional "She Moved Through The Fair" i el grup la gravà amb el nom "Belfast Child". La gravació resultà #1 als UK Charts, Irlanda i altres països en 1989. El single fou inclòs en l'àlbum "Street Fighting Years" i la peça fou publicitada sota el títol "Ballad Of The Streets". El vídeo de la cançó fou gravat en blanc i negre mostrant imatges commovedores dels nens i dels resultats de la massacre.
La novel·la en gaèlic irlandès Mo Dhá Mhicí de Séamus Mac Annaidh està ambientada a Enniskillen.

## Esdeveniments internacionals
En anys recents, Enniskillen ha albergat una sèrie d'esdeveniments internacionals, majoritàriament notables, com els campionats mundials d'esquí aquàtic als anys 2005 i 2006. El 2007 es van dur novament a terme entre el 7 i el 9 de setembre i una vegada més al Broadmeadow. També, una competició professional d'esquí-surf 'Wakejam' es va portar a terme entre el 27 i el 29 de juliol de 2007 a on corredors d'elit de tot el món, així com corredors locals van prendre part en l'esdeveniment que va ser allotjat pel Erne Wakeboard Club.

## Personatges il·lustres
- Frank Ormsby, poeta.
- Gavin Noble, triatleta
- Samuel Beckett estudià a la Portora Royal School